# La gata (1970)
La gata é uma telenovela mexicana produzida por Valentín Pimstein para Teleprogramas Acapulco SA em 1970.
A trama é original de Inés Rodena e foi a primeira versão mexicana da obra.
Foi protagonizada por María Rivas e Juan Ferrara e antagonizada por Ofelia Guilmáin, José Gálvez e Norma Lazareno.

## Sinopse
Esta novela conta a história de "La Gata", uma jovem mendiga suja e selvagem que cresce em um bairro marginal. La Gata, nome verdadeiro Renata Santa Cruz, a quem Dona Rita, uma velha que cuidava da menina, a maltratou e a obrigou a mendigar e mudou seu nome para Esmeralda Cruz, ela não consegue imaginar que é a filha perdida de Dom Fernando Santa Cruz, um cavalheiro aristocrata espanhol, e de Blanquita. Mesmo na miséria, La Gata se alegra com a companhia dos amigos, sendo Jarocha, o pizzaiolo (o italiano) e Pablo Martínez Negrete, um menino rico, seus companheiros de toda a vida. Mas será este último que despertará no Gato o sentimento de amor verdadeiro.
O tempo passa e a Gata cresce e se torna uma linda mulher, e tanto Pablo quanto O Italiano se apaixonam por ela. Esmeralda e Pablo casam-se em segredo antes de ele partir para estudar no exterior. Porém, os pais do menino dissolvem o casamento sem se importar com o fato de ela estar grávida. Os dois tramam para que Pablo esqueça La Gata e se case com Mónica, uma garota muito rica e sofisticada. Esmeralda dará à luz dois lindos gêmeos e passará por dificuldades, mas muitas surpresas aguardarão a menina trabalhadora, incluindo o triunfo do amor sobre todas as adversidades.

## Elenco
- María Rivas - Renata Santa Cruz / Esmeralda Cruz "La Gata" / Blanquita Denueve
- Juan Ferrara - Pablo Martínez Negrete
- Magda Guzmán - Letícia, “La Jarocha”
- José Gálvez - Agustín Martínez Negrete
- Ofelia Guilmáin - Lorenza de Martínez Negrete
- Antonio Raxel - Fernando Santa Cruz, "O Silencioso"
- Sergio Bustamante - Mariano Martínez Negrete
- Emma Roldán - Dona Rita
- Norma Lazareno - Mônica
- Carlos Câmara - Tilico / Juan Garza
- Antonio Medellín - Damián Reyes
- Josefina Escobedo - Dona Mercedes Vda. de Reyes
- Eduardo Alcaraz - O Italiano
- Héctor Bonilla - Paris
- Maria Douglas - Amália
- Daniel "Chino" Herrera - Don Chichilo
- Emilia Carranza - Bertina
- Magda Haller - Eugênia
- Irma Lozano - Vickie Suárez
- Antonio Bravo - Alfredo Suárez
- Jorge del Campo - Pepe "El Gorras"
- José Carlos Ruiz - Lupe
- Martha Vázquez - Renata (menina)
- Fernando Borges - Tilico (adolescente)
- Juan Antonio Edwards - Mariano (criança)
- Enrique del Castillo - parceiro de Agustín

## Versões
La gata foi a primeira história original amplamente conhecida de Inés Rodena. Teve várias versões:
No México:
- Telenovela La fiera, produzida por Valentín Pimstein para a Televisa em 1983 e protagonizada por Victoria Ruffo e Guillermo Capetillo.
- Telenovela Rosa salvaje, produzida por Valentín Pimstein para a Televisa em 1987 e protagonizada por Verónica Castro e Guillermo Capetillo.
- Telenovela Sueño de amor, produzida por José Rendón para a Televisa em 1993 e protagonizada por Angélica Rivera e Omar Fierro.
- Telenovela Por un beso, produzida por Angelli Nesma para a Televisa em 2000 e protagonizada por Natalia Esperón e Víctor Noriega.
- Telenovela Pobre diabla, produzida por Fides Velasco para a TV Azteca em 2009 e protagonizada por Alejandra Lazcano e Cristóbal Lander.
- Em 2014, Televisa realizou uma nova versão desta telenovela intitulada La gata, produzida por Nathalie Lartilleux e protagonizada por Maite Perroni, Daniel Arenas e Erika Buenfil.

Na Venezuela:
- Telenovela La gata, produzida pela Venevisión em 1968 e protagonizada por Peggy Walker e Manolo Coego.
- Telenovela Rubí rebelde, produzida pela RCTV em 1988 e protagonizada por Mariela Alcalá e Jaime Araque.
- Telenovela Cara sucia, produzida pela Venevisión em 1992 e protagonizada por Sonya Smith e Guillermo Dávila.
- Telenovela Muñeca de trapo, produzida por Venevisión em 2000 e protagonizada por Karina Orozco e Adrián Delgado.

No Brasil:
- Telenovela Seus Olhos, produzida pelo SBT em 2004 e protagonizada por Carla Regina e Thierry Figueira.